# Мастер теорема
У анализи алгоритама мастер теорема представља основу за решавање рекурентних једначина које се јављају при анализи многих подели-па-владај алгоритама. Представљена је и доказана у књизи Introduction to Algorithms коју су написали Кормен (енгл. Cormen) , Лисерсон (енгл. Leiserson) , Риверст (енгл. Rivest) и Стеин (енгл. Stein). Не могу се све рекурентне једначине решити мастер теоремом. Генерализација мастер теореме обухвата Акра-Бази метод. 

## Увод
Разматрамо проблем који се може решити следећим рекурзивним алгоритмом:
```
 
procedure
 T(n : size of problem ) 
defined as:

   
if
 n < 1 
then exit

   Do work of amount f(n)

   T(n/b)
   T(n/b)
   ...repeat for a total of 
a
 times...
   T(n/b)
 
end procedure
```

У горњем алгоритму проблем рекурзивно делимо на низ подпроблема величине n/b. Ово се може замислити као формирање стабла у коме сваки чвор представља један рекурзивни позив, а његова деца даље рекурзивне позиве у оквиру текућег позива. Сваки од чворова обавља део посла у зависности од величине подпроблема n који му је прослеђен од родитеља и представљен са {\displaystyle f(n)}. Укупан посао који обави цело дрво је сума послова које обави сваки чвор.

Овакви алгоритми могу да се представе рекурентном једначином {\displaystyle T(n)=a\;T\left({\frac {n}{b}}\right)+f(n)}. Ова рекурзивна једначина се може сукцесивно заменити сама у себе и проширити у израз који представља укупан одрађени посао.
На овај начин се, користећи мастер теорему, лако може израчунати време извршавања оваквих рекурзивних алгоритама и представити у О-нотацији без развијања рекурентне једначине.

## Генерички облик
Мастер теорема решава рекурентне једначине следећег облика:
{\displaystyle T(n)=a\;T\!\left({\frac {n}{b}}\right)+f(n){\mbox{,}}\;\;\;a\geq 1{\mbox{, }}b>1}
Константе и функције имају следећи значај:
- n -величина проблема.
- a -број подпроблема у рекурзији.
- n/b -величина сваког подпроблема (Овде се претпоставља да су сви подпроблеми у суштини исте величине).
- f (n) -цена операција обављених ван рекурзивних позива(обухвата операције дељења проблема на подпроблеме и спајања решења добијених као решења подпроблема).

Може се одредити асимптотска граница у следећа три случаја:

## Први случај

### Генерички облик
Ако {\displaystyle f(n)=\Theta \left(n^{c}\right)} где је {\displaystyle c<\log _{b}a} (користећи О-нотацију)
следи да је:
{\displaystyle T(n)=\Theta \left(n^{\log _{b}a}\right)}

### Пример
{\displaystyle T(n)=8T\left({\frac {n}{2}}\right)+1000n^{2}}
Из горње једначине се може закључити да променљиве узимају следеће вредности:
{\displaystyle a=8,\,b=2,\,f(n)=1000n^{2}}
{\displaystyle f(n)=\Theta \left(n^{c}\right)}, где је {\displaystyle c=2}
Даље проверавамо да ли је задовољен услов првог случаја мастер теореме:
{\displaystyle \log _{b}a=\log _{2}8=3}, дакле: {\displaystyle c<\log _{b}a}
Задовољен је услов, па из првог случаја мастер теореме следи:
{\displaystyle T(n)=\Theta \left(n^{\log _{b}a}\right)=\Theta \left(n^{3}\right)}
Према томе, дата рекурентна једначина T(n) припада Θ(n3).
Овај резултат се може потврдити директним решавањем рекурентне једначине: {\displaystyle T(n)=1001n^{3}-1000n^{2}}, под претпоставком да је {\displaystyle T(1)=1}.

## Други случај

### Генерички облик
Ако за неку константу k ≥ 0, важи да је:
{\displaystyle f(n)=\Theta \left(n^{c}\log ^{k}n\right)} где је {\displaystyle c=\log _{b}a}
следи:
{\displaystyle T(n)=\Theta \left(n^{c}\log ^{k+1}n\right)}

### Пример
{\displaystyle T(n)=2T\left({\frac {n}{2}}\right)+10n}
Из претходне једначине променљиве узимају следеће вредности:
{\displaystyle a=2,\,b=2,\,c=1,\,f(n)=10n}
{\displaystyle f(n)=\Theta \left(n^{c}\log ^{k}n\right)} где је {\displaystyle c=1,k=0}
Даље проверавамо да ли је задовољен услов друог случаја мастер теореме:
{\displaystyle \log _{b}a=\log _{2}2=1}, дакле: {\displaystyle c=\log _{b}a}
Задовољен је услов, па из другог случаја мастер теореме следи:
{\displaystyle T(n)=\Theta \left(n^{\log _{b}a}\log ^{k+1}n\right)=\Theta \left(n^{1}\log ^{1}n\right)=\Theta \left(n\log n\right)}
Према томе, дата рекурентна једначина T(n) припада Θ(n log n).
Овај резултат се може потврдити директним решавањем рекурентне једначине: {\displaystyle T(n)=n+10n\log _{2}n}, под претпоставком да је {\displaystyle T(1)=1}.

## Трећи случај

### Генерички облик
Ако је тачно:
{\displaystyle f(n)=\Theta \left(n^{c}\right)} где је {\displaystyle c>\log _{b}a}
следи:
{\displaystyle T\left(n\right)=\Theta \left(n^{c}\right)}

### Пример
{\displaystyle T(n)=2T\left({\frac {n}{2}}\right)+n^{2}}
Из претходне једначине променљиве узимају следеће вредности:
{\displaystyle a=2,\,b=2,\,f(n)=n^{2}}
{\displaystyle f(n)=\Theta \left(n^{c}\right)}, где је {\displaystyle c=2}
Даље проверавамо да ли је задовољен услов трећег случаја мастер теореме:
{\displaystyle \log _{b}a=\log _{2}2=1}, дакле: {\displaystyle c>\log _{b}a}
Задовољен је услов, па из трћег случаја мастер теореме следи:
{\displaystyle T\left(n\right)=\Theta \left(n^{c}\right)=\Theta \left(n^{2}\right).}
Према томе, дата рекурентна једначина T(n) припада Θ(n2), што је у складу са f (n) из почетне једначине.
Овај резултат се може потврдити директним решавањем рекурентне једначине: {\displaystyle T(n)=2n^{2}-n}, под претпоставком да је {\displaystyle T(1)=1}.

## Примери нерешивих једначина
Следеће једначине се не могу решити мастер теоремом:
- {\displaystyle T(n)=2^{n}T\left({\frac {n}{2}}\right)+n^{n}}
a није константа
- {\displaystyle T(n)=2T\left({\frac {n}{2}}\right)+{\frac {n}{\log n}}}
неполиномијална разлика између f(n) и {\displaystyle n^{\log _{b}a}} (погледај испод)
- {\displaystyle T(n)=0.5T\left({\frac {n}{2}}\right)+n}
a<1 не може имати мање од једног подпроблема
- {\displaystyle T(n)=64T\left({\frac {n}{8}}\right)-n^{2}\log n}
f(n) није позитивна
- {\displaystyle T(n)=T\left({\frac {n}{2}}\right)+n(2-\cos n)}
трећи случај, али није исправно

У другом примеру изнад разлика између {\displaystyle f(n)} и {\displaystyle n^{\log _{b}a}} може се изразити односом {\displaystyle {\frac {f(n)}{n^{\log _{b}a}}}={\frac {\frac {n}{\log n}}{n^{log_{2}2}}}={\frac {n}{n\log n}}={\frac {1}{\log n}}}. Јасно је да {\displaystyle {\frac {1}{\log n}}<n^{\epsilon }} за било коју константу {\displaystyle \epsilon >0}. Стога, разлика није полиномијална и мастер теорема не важи.

## Примена на познате алгоритме
| Алгоритам                            | Рекурентна једначина                                         | Време извршења             | Коментар |
| ------------------------------------ | ------------------------------------------------------------ | -------------------------- | --- |
| Бинарна претрага                     | {\displaystyle T(n)=T\left({\frac {n}{2}}\right)+O(1)}       | {\displaystyle O(\log n)}  | Примењена мастер теорема случај: {\displaystyle c=\log _{b}a}, где је {\displaystyle a=1,b=2,c=0,k=0}                              |
| Бинарно стабло претраге              | {\displaystyle T(n)=2T\left({\frac {n}{2}}\right)+O(1)}      | {\displaystyle O(n)}       | Примењена мастер теорема случај: {\displaystyle c<\log _{b}a} где је {\displaystyle a=2,b=2,c=0}                                   |
| Оптимална претрага сортиране матрице | {\displaystyle T(n)=2T\left({\frac {n}{2}}\right)+O(\log n)} | {\displaystyle O(n)}       | Примењена Akra-Bazzi theorem за {\displaystyle p=1} и {\displaystyle g(u)=\log(u)} да се добије {\displaystyle \Theta (2n-\log n)} |
| Сортирање спајањем                   | {\displaystyle T(n)=2T\left({\frac {n}{2}}\right)+O(n)}      | {\displaystyle O(n\log n)} | Примењена мастер теорема случај: {\displaystyle c=\log _{b}a}, где је {\displaystyle a=2,b=2,c=1,k=0}                              |